# هووب بارسغارست
هووب بارسغارست (بالهولندية: Huub Baarsgarst)‏ (12 يناير 1909 – 25 أكتوبر 1985) هو ملاكم هولندي راحل، مثّل بلاده في الألعاب الأولمبية الصيفية 1924.

## روابط خارجية
هووب بارسغارست على موقع أوليمبيديا (الإنجليزية)